# Elecciones presidenciales de Estados Unidos de 2020 en Texas
Las elecciones presidenciales de Estados Unidos de 2020 en Texas se llevaron a cabo el 3 de noviembre de 2020, como parte de las elecciones presidenciales de Estados Unidos de 2020. Los votantes texanos eligieron 38 electores para representarlos en el Colegio Electoral.
El candidato republicano, el por entonces presidente en funciones Donald J. Trump, resultó ganador de todos los electores frente al candidato demócrata, Joe Biden.

## Resultados
| Partido                          | Partido       | Candidato     | Votos      | %     |
| -------------------------------- | ------------- | ------------- | ---------- | ----- |
|                                  | Republicano   | Donald Trump  | 5,890,347  | 52.06 |
|                                  | Demócrata     | Joe Biden     | 5,259,126  | 46.48 |
|                                  | Libertario    | Jo Jorgensen  | 126,243    | 1.12  |
|                                  | Verde         | Howie Hawkins | 33,396     | 0.30  |
| Escritos                         | Escritos      | Escritos      | 5,944      | 0.04  |
|                                  |               |               |            |       |
| Total                            | Total         | Total         | 11,315,056 | 100   |
| Participación                    | Participación | Participación | 11,315,056 | 66.73 |
| Registrados                      | Registrados   | Registrados   | 16,955,519 |       |
|                                  |               |               |            |       |
| Fuente: Texas Secretary of State |               |               |            |       |